# Kazajistán en los Juegos Olímpicos de Atlanta 1996
Kazajistán estuvo representado en los Juegos Olímpicos de Atlanta 1996 por un total de 96 deportistas que compitieron en 14 deportes.  
El portador de la bandera en la ceremonia de apertura fue el boxeador Yermajan Ibraimov.

## Medallistas
El equipo olímpico kazajo obtuvo las siguientes medallas:
| Nombre             | Deporte            | Competición                     |
| ------------------ | ------------------ | ------------------------------- |
| Oro                |                    |                                 |
| Vasili Zhirov      | Boxeo              | Semipesado (81 kg) M            |
| Yuri Melnichenko   | Lucha grecorromana | 57 kg M                         |
| Alexandr Paryguin  | Pentatlón moderno  | Individual M                    |
| Plata              |                    |                                 |
| Bolat Zhumadilov   | Boxeo              | Mosca (51 kg) M                 |
| Anatoli Jrapaty    | Halterofilia       | 99 kg M                         |
| Serguei Beliayev   | Tiro               | Rifle en tres posiciones 50 m M |
| Serguei Beliayev   | Tiro               | Rifle 50 m M                    |
| Bronce             |                    |                                 |
| Bolat Niyazymbetov | Boxeo              | Wélter ligero (64 kg) M         |
| Yermajan Ibraimov  | Boxeo              | Superligero (71 kg) M           |
| Maulen Mamyrov     | Lucha libre        | 52 kg M                         |
| Vladimir Vojmianin | Tiro               | Pistola rápida de fuego 25 m M  |